# Johora counsilmani
Johora counsilmani is een krabbensoort uit de familie van de Potamidae. De wetenschappelijke naam van de soort is voor het eerst geldig gepubliceerd in 1985 door Ng.